# سون وات
سون وات (به آلمانی: Sven Väth) (زادهٔ ۲۶ اکتبر ۱۹۶۴، اوبرتس‌هاوزن، آلمان) یک دی‌جی مقیم فرانکفورت است که از زمان آغاز فعالیتش در عرصهٔ موسیقی در سال ۱۹۸۲ تاکنون در زمینه‌های گوناگونی به تهیهٔ موسیقی پرداخته‌است. از سال ۱۹۸۵، او عضوی از گروه آف (مخفف عبارت "Organization for Fun") بود که در سال ۱۹۸۶ ترانهٔ موفق الکتریکا سالسا را منتشر کرد.